# PENTA college CSG
PENTA college CSG is een christelijke scholengemeenschap met acht vestigingen in de regio van Spijkenisse.
Er wordt onderwijs aangeboden in:
- vmbo
- mavo
- havo
- vwo (atheneum en gymnasium)
- tweetalig onderwijs (tto)

De scholengemeenschap telt ongeveer 5800 leerlingen en 540 werknemers.

## Vestigingen
| Naam                                 | Onderwijstype(n)                                       |
| ------------------------------------ | ------------------------------------------------------ |
| Scala Molenwatering** (Spijkenisse)  | havo, atheneum, gymnasium                              |
| Scala Rietvelden** (Spijkenisse)     | mavo, havo                                             |
| Jacob van Liesveldt (Hellevoetsluis) | vmbo-g/tl, havo, atheneum, gymnasium, tto, masterclass |
| Penta Rozenburg (Rozenburg)          | vmbo-tl, havo, atheneum                                |
| De Oude Maas (Spijkenisse)           | vmbo                                                   |
| Penta Hoogvliet* (Hoogvliet)         | vmbo                                                   |
| Bahûrim (Brielle)                    | vmbo-g/tl, havo                                        |
| Charles de Foucauld (Spijkenisse)    | mavo                                                   |

- *onderverdeeld in 2 locaties: vmbo (vmbo-basis & -kader) & mavo (vmbo-tl)
- ** Voormalig: Blaise Pascal en Angelus Merula. Vanaf 2012 dragen beide scholen de naam "Scala." Er wordt onderscheid gemaakt tussen de vestiging Molenwatering (havo/vwo met atheneum en gymnasium, voorheen Angelus Merula) en vestiging Rietvelden (mavo en havo, voorheen Blaise Pascal). Leerlingen kunnen op deze vestigingen Scala disciplines volgen waarbij leerlingen kennis kunnen maken extra programma's op het gebied van kunst, cultuur, sport en bèta.